# ゲイ＝リュサックの法則
ゲイ＝リュサックの法則（英語: Gay-Lussac's law）は、気体の性質に関する法則である。フランスの化学者ジョセフ・ルイ・ゲイ＝リュサックに因んで命名された。それぞれ関連する2つの法則があるが、通常は後述の前者の方を指す。第1の法則は反応の前後の気体の体積について述べる。第2の法則は、気体の温度と体積の関係について述べ、アモントンの法則としても知られる。

## 第1の法則

標準状態の下で、3m^{3}の水素ガスと1m^{3}の窒素ガスは、約2m^{3}のアンモニアを生成する。

第1の法則は、気体が反応して別の気体を生成し、全ての体積を同じ温度で測定した時、

反応物と生成物の気体の体積の間の比は、簡単な整数の比で表される。

例えば、ゲイ＝リュサックは、体積2の水素と体積1の酸素を反応させると体積2の水蒸気が生成することを発見した。ゲイ＝リュサックの結果に加え、アメデオ・アヴォガドロは、同じ温度と圧力では、等しい体積の気体は等しい数の分子を含むことを理論化した（アボガドロの法則）。この仮説は、前述の結果は、水素2分子と酸素1分子が反応して水2分子を生成することを意味することを示す。
気体反応の法則は、1808年にゲイ＝リュサックによって公表されたが、アボガドロの仮説は、スタニズラオ・カニッツァーロが1860年に第1回国際化学者会議で主張するまで化学者には受け入れられなかった。

## 第2の法則
この法則は、1700年から1702年にかけて、一定質量のガスの質量を保って圧力と温度の間の関係を発見したギヨーム・アモントンに因んで、アモントンの法則とも呼ばれる。アモントンは、空気温度計を組み立てる際に以下のことを発見した。

一定の質量と一定の体積の気体の圧力は、気体の絶対温度に比例する。

簡単に言えば、気体の質量と体積が一定の場合、温度が上昇すると圧力も上昇する。
この法則は、温度がケルビン等の絶対尺度で測定される場合、実用的な単純な公式で表現でき、次のように書ける。
{\displaystyle {P}\propto {T}}
または、
{\displaystyle {\frac {P}{T}}=k}
ここで、
Pは、気体の圧力、
Tは、気体の温度、
kは、定数である。
温度は物質の平均運動エネルギーを測定するもので、気体の運動エネルギーが増加すると、粒子がより頻繁に容器の壁に衝突することになり、従って圧力を上昇させることになる。
異なる2つの条件の下にある同じ物質の場合、この法則は次のように書ける。
{\displaystyle {\frac {P_{1}}{T_{1}}}={\frac {P_{2}}{T_{2}}}\qquad \mathrm {or} \qquad {P_{1}}{T_{2}}={P_{2}}{T_{1}}.}

### 備考
アモントンがこの法則を先に発見していたため、ゲイ＝リュサックの名前は、現在では通常、前節で述べた第1の法則について用いられるが、いくつかの物理学の入門書では、未だ前述の第2の法則を「ゲイ＝リュサックの法則」と呼んでいるものもある 。
ゲイ＝リュサックが最初に気体の体積と温度の関係について研究し発表したのは、1802年であったが、アモントンが気体として空気を用いた研究しかしていなかったのに対し、ゲイ＝リュサックは酸素、窒素、水素等、複数の気体を用いて実験を行っていた。
ゲイ＝リュサックは、ジャック・シャルルが1787年から集めていた大量の未公表のデータを用いていたため、彼の発見をシャルルのおかげであるとし、そのためこの法則は、シャルルの法則として知られるようになった。しかし、近年はこの用語もあまり使われなくなった。
ゲイ＝リュサックの法則、シャルルの法則、ボイルの法則は、ボイル＝シャルルの法則としてまとめられる。気体に関するこれらの3つの法則は、さらにアボガドロの法則と併せ、理想気体の状態方程式として一般化される。

## 関連文献
- Castka, Joseph F.; Metcalfe, H. Clark; Davis, Raymond E.; Williams, John E. (2002). Modern Chemistry. Holt, Rinehart and Winston. ISBN 0-03-056537-5
- Guch, Ian (2003). The Complete Idiot's Guide to Chemistry. Alpha, Penguin Group Inc.. ISBN 1-59257-101-8
- Mascetta, Joseph A. (1998). How to Prepare for the SAT II Chemistry. Barron's. ISBN 0-7641-0331-8